# Речной трамвайчик (альбом)
Речной трамвайчик — пятнадцатый студийный альбом Аллы Пугачёвой. Вышел в 2001 году, релиз состоялся 7 ноября. В этот альбом вошло 17 песен, записанных в период с 1998 по 2001 годы.
По продажам альбом в конце 2001 — начале 2002 годов занимал от 1 до 9 места. В хит-параде «Звуковая дорожка МК» в ноябре 2001 года занял 5 место.
В декабре 2001 года Алла Пугачёва исполнила заглавную песню с альбома «Речной трамвайчик» в финальной «Песне года» в Кремлёвском Дворце.

## Список композиций
| №   | Название                 | Текст песни                            | Музыка                 | Длительность |
| --- | ------------------------ | -------------------------------------- | ---------------------- | ------------ |
| 1.  | «Речной трамвайчик»      | Е. Муравьёв                            | И. Крутой              | 3:22         |
| 2.  | «Я тебя боготворю»       | И. Резник                              | И. Николаев            | 3:47         |
| 3.  | «Доченька»               | Л. Рубальская                          | А. Савченко            | 4:21         |
| 4.  | «Ухожу»                  | С. Осиашвили                           | И. Крутой              | 4:42         |
| 5.  | «Белый снег»             | Е. Небылова                            | П. Есенин              | 4:03         |
| 6.  | «Непогода»               | И. Павлюткина                          | А. Пугачёва, В. Лоткин | 4:50         |
| 7.  | «Не сгорю»               | М. Гончарова                           | И. Корнилов            | 4:14         |
| 8.  | «Осторожно, листопад!»   | М. Городова                            | А. Лукьянов            | 5:25         |
| 9.  | «Мадам Брошкина»         | А. Ружицкий                            | А. Ружицкий            | 4:15         |
| 10. | «Свеча горела на столе…» | Б. Пастернак                           | А. Пугачёва            | 4:49         |
| 11. | «Водяные да лешие»       | К. Филиппова                           | А. Пугачёва            | 3:30         |
| 12. | «Миллениум»              | Я. Гельман                             | А. Венгеров            | 3:19         |
| 13. | «Голубка»                | русский текст Т. Сикорская, С. Болотин | С. Ирадье              | 4:24         |
| 14. | «Девочка секонд-хэнд»    | М. Танич                               | А. Пугачёва            | 4:33         |
| 15. | «Не обижай меня»         | И. Николаев                            | И. Николаев            | 5:13         |
| 16. | «Снежный мальчик»        | Р. Казакова                            | И. Крутой              | 3:35         |

| №   | Название                               | Текст песни | Музыка      | Длительность |
| --- | -------------------------------------- | ----------- | ----------- | ------------ |
| 17. | «Будь или не будь (дуэт с М.Галкиным)» | Т. Залужная | Т. Залужная | 3:38         |

| №   | Название            | Текст песни | Музыка    | Режиссёр, оператор        | Длительность |
| --- | ------------------- | ----------- | --------- | ------------------------- | ------------ |
| 1.  | Без названия        |             |           | О. Степченко, С. Дандурян |              |
| 17. | «Речной трамвайчик» | Е. Муравьёв | И. Крутой |                           | 3:38         |